# Джохацу

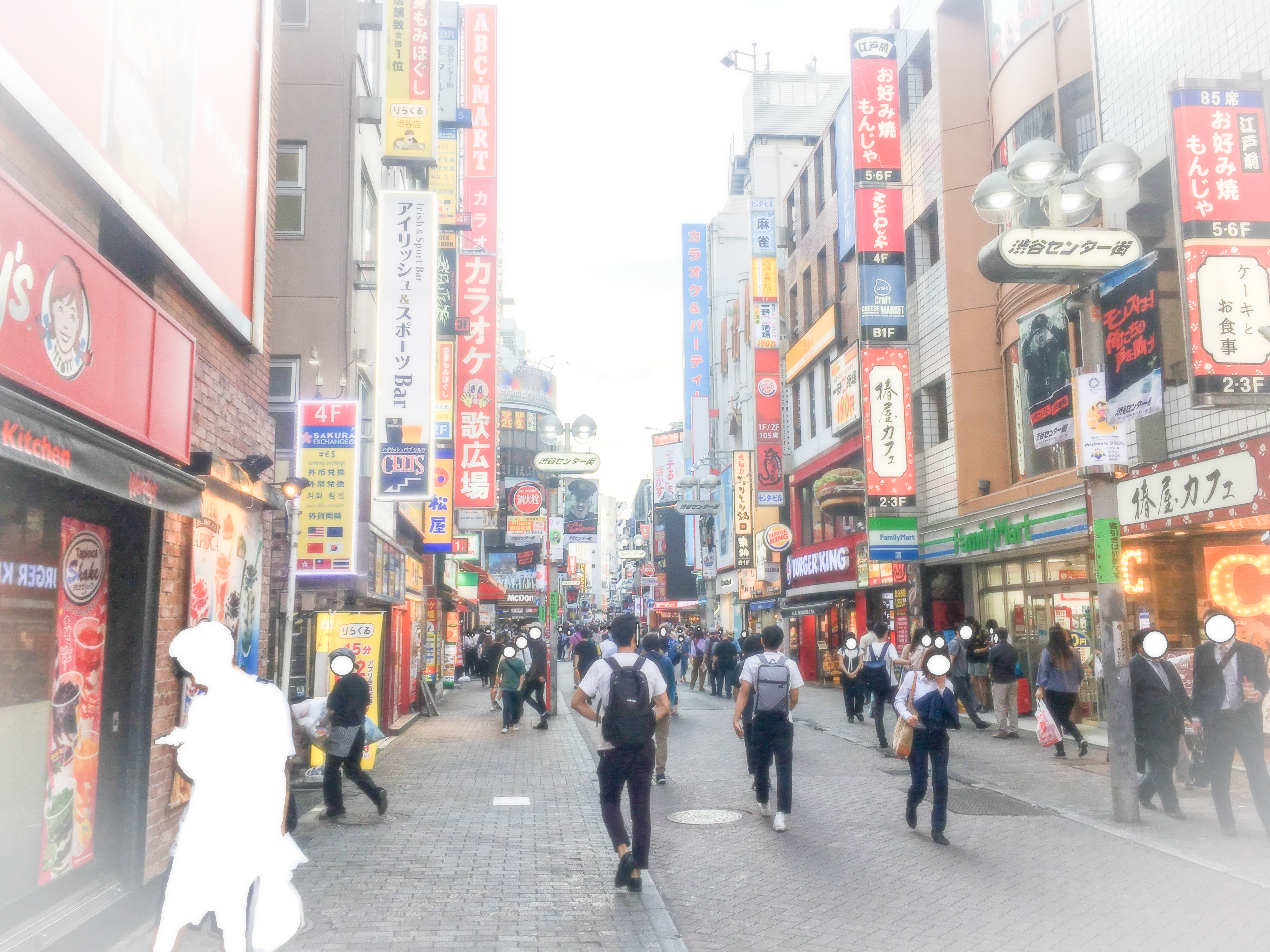
Джохацу покидають звичне життя, часто щоб уникнути сорому в суспільстві.

Джохацу (яп. 蒸発, jōhatsu, букв. «випаровування») — це люди в Японії які навмисно і безслідно зникають зі свого усталеного життя. Це явище можна спостерігати по всьому світу, зокрема у США, Китаї, Південній Кореї, Великій Британії та Німеччині. Проте в Японії воно, ймовірно, більш поширене, зважаючи на певні культурні чинники.

## Тло
Вважається, що сувора робоча культура Японії у поєднанні з браком підтримки з боку сім'ї та спільноти сприяє поширенню явища джохацу в Японії. Крім того, звільнення з компанії в японській культурі вважається ганебним. Таким чином, потенційними наслідками є самогубство, робота до смерті (кароші) і джохацу. Це також може убезпечити родину від великих витрат, які можуть бути пов'язані з самогубством (наприклад, борги, витрати на прибирання та збори за порушення обслуговування у випадку стрибків з платформ).
Вважається, що подібний суспільний тиск сприяє поширенню хікікоморі та відносно високому рівню самогубств.

## Історія
Термін джохацу виник в 1960-х роках. Тоді його використовували в контексті людей, які вирішили уникнути нещасливий шлюб замість того, щоб пройти формальну процедуру розлучення. Втрачене десятиліття 1990-х років призвело до сплеску джохацу та самогубств, оскільки багато саларіменів втратили роботу або накопичили борги.

## Поширеність
В Японії тема джохацу є табу у повсякденних розмовах, як і тема самогубства. За підрахунками, щорічно зникає близько 100 000 японців. Однак кількість джохацу може бути заниженою в офіційних цифрах. У 2015 році Національне поліційне агентство Японії зареєструвало 82 000 зниклих безвісти осіб, з яких 80 000 було знайдено до кінця року. Для порівняння, того ж року Британія отримала 300 000 дзвінків із заявою про зникнення людини, хоча в ній проживає приблизно половина населення Японії. Крім того, в Японії не існує бази даних про зниклих безвісти.
За оцінками Японської асоціації підтримки пошуку зниклих безвісти, некомерційної організації, яка підтримує родини джохацу, сотні тисяч людей зникають безвісти щороку.

## Мотивація
Люди вдаються до джохацу через низку причин, включаючи депресію, залежність, сексуальну розбещенність і бажання усамітнитися. Іноді до нього вдаються, щоб уникнути домашнього насильства, боргів у азартних іграх, релігійних культів, сталкерів, роботодавців і складних сімейних ситуацій. Сором від втрати роботи, розлучення і навіть провал на іспиті також можуть мотивувати людей до зникнення.
У деяких випадках стати джохацу – це просто спосіб почати все заново. При зникненні люди можуть залишити свої колишні місця проживання, роботу, сім’ї, імена та навіть зовнішність.

## Індустрія
Підприємства, які допомагають джохацу, називаються йоніґе-я, що означає «нічні магазини». Ці заклади відносно доступні та мають власні веб-сайти. Один конкретний йоніґе-я може стягувати від ¥50 000 ($450) до ¥300 000 ($2600) за свої послуги, в залежності від низки факторів. Ці фактори включають: кількість речей, відстань, чи це нічний переїзд, чи є діти, чи клієнт переховується від колекторів. Іноді люди зникають самі по собі без допомоги йоніґе-я. Існують опубліковані посібники, які можуть допомогти людям стати джохацу.
Іноді для пошуку людей, які стали джохацу, звертаються до детективних агентств. Іноді таких людей можна знайти в салонах патінко та дешевих готельних номерах, а іноді їх знаходять мертвими внаслідок самогубства. Повідомляється, що Сан'я, нетрі у Токіо, де раніше мешкали тисячі поденних робітників, як повідомляється, є місцем, де переховуються джохацу. Камагасакі в Осаці – ще один район, де можна жити без посвідчення особи, і тому він також є популярним.
Ці громади є оплотом якудзи, оскільки вони мають роботу, за яку платять готівкою. Часто, особливо в умовах суворих японських законів про конфіденційність, джохацу не вдається знайти. Більшість судових справ джохацу є цивільними справами, і доступ до особистих даних нелегко отримати. Поліція не втручається, якщо не стався злочин або нещасний випадок.

## ЗМІ
Документальний фільм «Джохацу» 2024 року німецького режисера Андреаса Гартманна та Арати Морі бере інтерв’ю у людей, причетних до цього явища, а також пов’язаних із ним сервісів йоніґе-я.

## Подальше читання
- König, Carla. Jouhatsu. The Evaporating People of Japan. The Perspective Magazine. Issuu.
- Zoll, Andrew. Jouhatsu Part 2. Tracking Down Those Who Do Not Want to Be Found. The Perspective Magazine. Issuu.
- 中森, 弘樹 (27 березня 2018). [論説] 行方不明の概念をどのように位置づけるべきか --近年の行方不明研究の動向とその論点の整理を中心に-- [Positioning the Concept of Missing : Focusing on the Recent Studies on Missing and Their Points of View]. 社会システム研究 (яп.). 21: 191—206. doi:10.14989/230660. {{cite journal}}: |hdl-access= вимагає |hdl= (довідка)
- Wellnitz, Philippe (13 квітня 2021). Les disparus du Japon dans la littérature francophone contemporaine À propos des Evaporés de Thomas B. Reverdy et des Eclipses japonaises d'Eric Faye [The disappeared of Japan in contemporary French-speaking literature About the Evaporés by Thomas B. Reverdy and the Japanese Eclipses by Eric Faye]. Alternative Francophone (фр.). 2 (9): 40—55. doi:10.29173/af29428.